# Оутапи

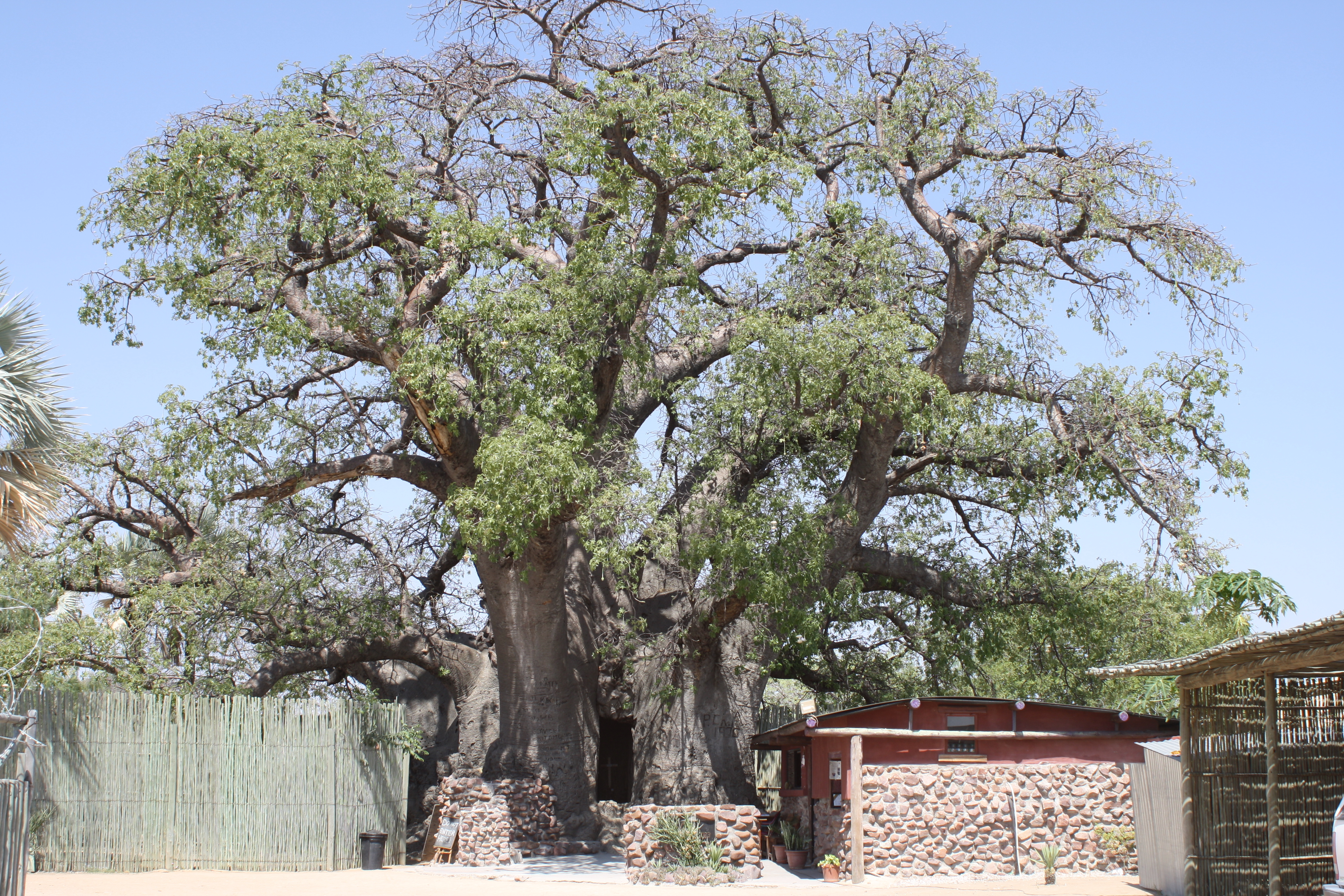
Баобаб в Оутапи

Оутапи (англ. Outapi) — небольшой город на северо-западе Намибии, административный центр области Омусати, а также одноимённого округа.

## Географическое положение
Город находится в северной части области страны, вблизи границы с Анголой, на расстоянии приблизительно 595 километров к северо–северо–западу (NNW) от столицы страны Виндхука. Абсолютная высота — 1108 метров над уровнем моря.

## Климат
| Показатель                    | Янв.  | Фев.  | Март  | Апр. | Май  | Июнь | Июль | Авг. | Сен. | Окт. | Нояб. | Дек. | Год   |
| ----------------------------- | ----- | ----- | ----- | ---- | ---- | ---- | ---- | ---- | ---- | ---- | ----- | ---- | ----- |
| Средний суточный максимум, °C | 31,1  | 30,8  | 29,3  | 29,9 | 28,6 | 26,5 | 26,8 | 29,4 | 33,1 | 34,3 | 33,5  | 33,4 | 30,6  |
| Средняя температура, °C       | 24,9  | 24,6  | 23,8  | 23,4 | 20,2 | 17,5 | 17,2 | 19,4 | 23,4 | 25,8 | 25,8  | 25,9 | 22,6  |
| Средний суточный минимум, °C  | 18,8  | 18,3  | 18,4  | 16,9 | 11,7 | 8,5  | 7,6  | 9,4  | 13,7 | 17,4 | 18,0  | 18,4 | 14,6  |
| Норма осадков, мм             | 103,4 | 112,0 | 114,9 | 26,6 | 2,4  | 1,0  | 0,2  | 0,4  | 1,8  | 10,4 | 40,8  | 53,0 | 466,9 |
| Источник: ,                   |       |       |       |      |      |      |      |      |      |      |       |      |       |

## Население
По данным официальной переписи 2001 года, население составляло 2 640 человек.
Динамика численности населения города по годам:
| 2001  | 2013  |
| ----- | ----- |
| 2 640 | 2 943 |

## Достопримечательности
Главной достопримечательностью города является крупный баобаб (en:Ombalantu baobab tree), в дупле которого, в разное время располагались почтовое отделение, часовня, а также убежище для местных жителей, в период ведения межплеменных войн.

## Транспорт
Ближайший аэропорт расположен в городе Руакана.